# Le Prese

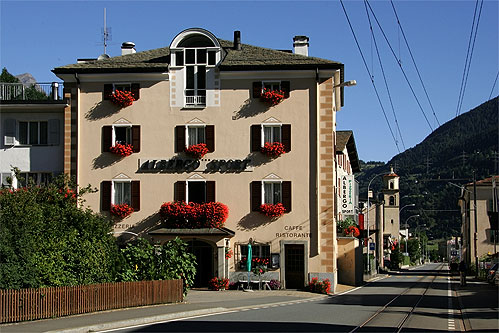
Le Prese.

Le Prese är en liten by i kommunen Poschiavo i Graubünden i Schweiz. Det ligger på den norra sidan om Poschiavosjön (känd som Lago di Poschiavo).